# Astragalus filiformis
Astragalus filiformis — вид квіткових рослин з родини бобових (Fabaceae).

## Поширення
Ендемік Криму.